# Irma Rosenberg
Irma Christina Rosenberg, född 29 maj 1945, är en svensk nationalekonom.
Rosenberg är doktor i nationalekonomi från Stockholms universitet. Hon var chef Riksbankens ekonomiska analysgrupp 1976-1986, och därefter forskningschef och prognoschef vid Konjunkturinstitutet 1986-1995. Hon var chefsekonom på Posten och Postgirot Bank 1995-2000 och på SBAB 2000-2002.
Rosenberg var 1 januari 2003-31 december 2008 vice riksbankschef vid Sveriges riksbank och är från 1 april 2009 förordnad som ledamot av Riksgäldskontorets styrelse.
Hon invaldes 2012 som ledamot av Ingenjörsvetenskapsakademien.